# Valtiendas
Valtiendas is een gemeente in de Spaanse provincie Segovia in de regio Castilië en León met een oppervlakte van 38,64 km². Valtiendas telt 91 inwoners (1 januari 2016).

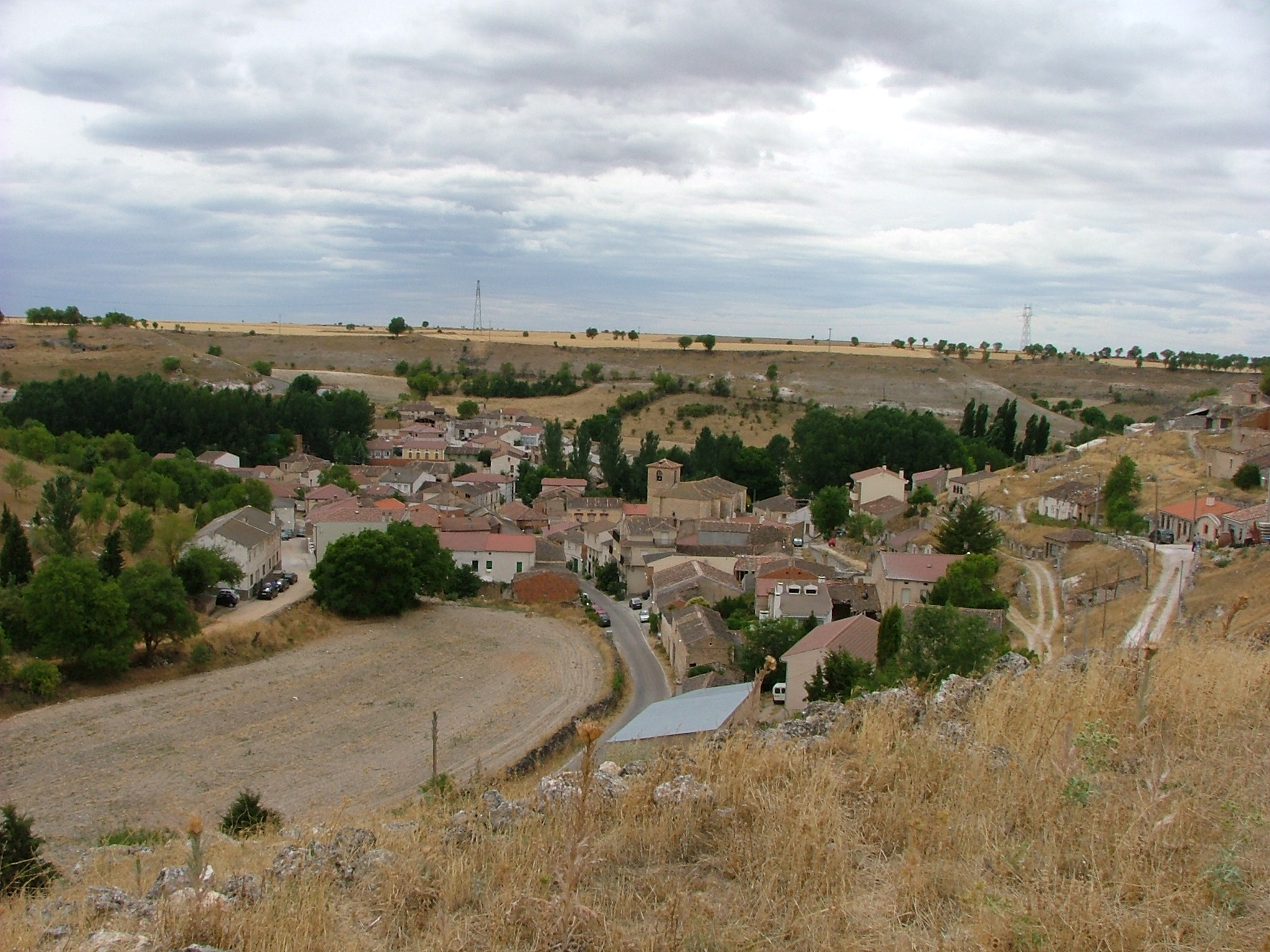
Valtiendas
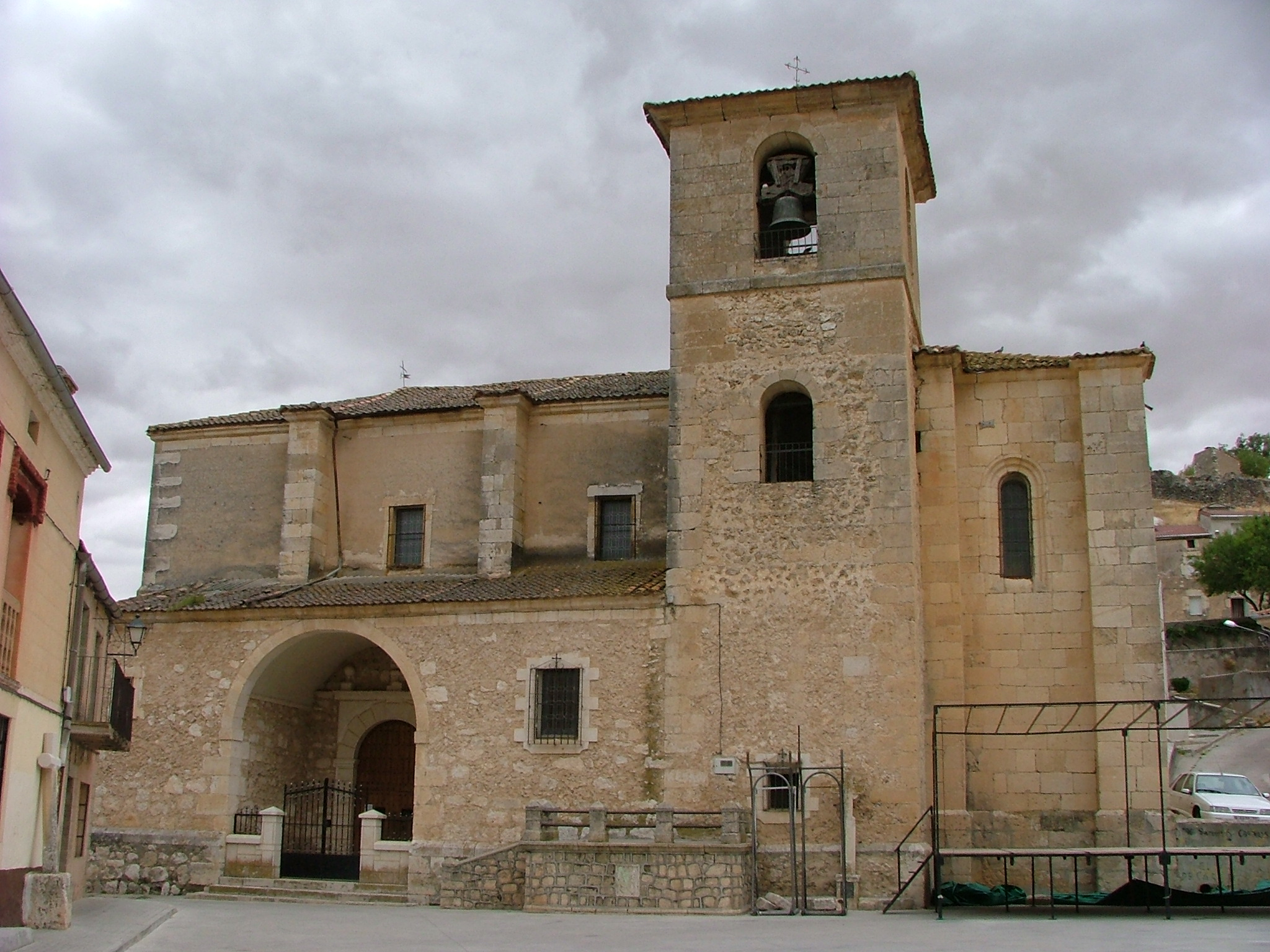
Kerk van Valtiendas

## Demografische ontwikkeling
Bron: INE, 1857-2011: volkstellingen
Opm.: In 1857 werd de gemeente Pecharromán aangehecht